# Mission: Impossible - Fallout
Mission: Impossible – Fallout (conocida como Misión imposible: Repercusión en Hispanoamérica y como Misión imposible: Fallout en España) es una película de espías y acción estadounidense de 2018, escrita, coproducida y dirigida por Christopher McQuarrie. Es la sexta entrega de la serie de películas Misión imposible y está protagonizada por Tom Cruise, Rebecca Ferguson, Ving Rhames, Simon Pegg, Michelle Monaghan, Alec Baldwin y Sean Harris, quienes regresan a sus papeles anteriores, junto con Henry Cavill, Vanessa Kirby y Angela Bassett, que se unen a la franquicia. La película fue estrenada el 20 de julio de 2018 por Paramount Pictures, y es la primera película en la serie en ser estrenada en 3D.
La película recibió reseñas positivas de parte de la crítica especializada así como del público, siendo considerada por muchos como la mejor entrega de la franquicia, además fue un éxito comercial al recaudar más de $791 millones, contra un presupuesto de $178 millones. Es el top 99 de las 100 mejores películas de acción de todos los tiempos por GQ.

## Argumento
Todo comienza con Ethan en su boda con Julia, entonces el sacerdote le dice que si él promete amarla, respetarla, llevar una doble vida, impedir su secuestro a lo que el sacerdote se revela como Solomon Lane y le dice: «Debiste haberme matado, Ethan». Entonces aparece una explosión, la cual mata a Ethan y Julia, pero todo resulta que fue un sueño. Dos años después de la captura de Solomon Lane, los restos de su organización El Sindicato son ahora un grupo terrorista sin escrúpulos llamados los Apóstoles. El agente del FMI, Ethan Hunt, está asignado a comprar tres núcleos de plutonio robados en Berlín a «elementos del inframundo de Europa del Este». Benji Dunn y Luther Stickell se unen a él para la misión, pero el equipo fracasa cuando se toma como rehén a Stickell y el intento de Hunt de salvarlo le permite a los Apóstoles escapar con el plutonio. Más tarde, el equipo captura al experto en armas nucleares Nils Delbruuk, cuya autorización de seguridad fue revocada debido a su intolerancia antirreligiosa, y que diseñó bombas nucleares para los Apóstoles. Delbruuk explica el credo de los Apóstoles de que «nunca ha habido una gran paz sin primero un gran sufrimiento. Cuanto mayor es el sufrimiento, mayor es la paz». Usando una transmisión falsa de Dunn haciéndose pasar por Wolf Blitzer, engañan a Delbruuk para que desbloquee un teléfono que usaba para comunicarse con Lark.
Furiosa por el hecho de que el FMI no haya logrado obtener el plutonio, la directora de la CIA, Erica Sloane, instruye al operativo de la División de Actividades Especiales, August Walker, nuevo agente especial a la sombra de Hunt cuando intenta recuperar el plutonio. Hunt y Walker saltan sobre París en paracaídas, llegan al techo de un edificio público, se infiltran en una fiesta en un club nocturno en París, donde se cree que un agente desconocido llamado Lark, está comprando los núcleos de plutonio a la traficante de armas Alanna Mitsopolis, también conocida como White Widow. 
Rastrean a un hombre del que sospechan que es Lark y lo siguen al baño, pero mientras intentan someter al sospechoso para que asuma su identidad, al fabricar una máscara con impresión 3D, el hombre es asesinado por la agente del MI6, Ilsa Faust, que interviene para salvar a Hunt y Walker en el baño. Su rostro queda destruido por un disparo a la cara, pero Hunt sigue adelante, se adhiere al plan y asume el papel de Lark sin disfraz, considerando que es un nombre ficticio, nadie conoce su rostro, se encuentra con la traficante de armas y juntos se escapan de los sicarios enviados para matar a Lark y Mitsopolis, por otros gobiernos que los buscan para matarlos.
Para asegurar el plutonio, Mitsopolis le pide a Hunt que extraiga a Lane, un agente capturado antes por Francia, de un convoy blindado que se mueve a través de París. Ella proporciona uno de los núcleos de plutonio como pago inicial. Con Mitsopolis y su hermano con la intención de usar fuerza excesiva sobre la policía local, Hunt y Walker tienen su propio plan, atacan el convoy por medios alternos, golpean el camión blindado y empujan al río Sena, llevando a la policía y los hombres de Mitsopolis en una persecución a través de París, mientras Dunn y Stickell aseguran a Lane. Faust reaparece e intenta matar a Lane para demostrar su lealtad al MI6, pero Hunt la evade y la extracción es exitosa. Mitsopolis instruye al equipo para entregar a Lane a Londres y salir de la ciudad.
En una casa de seguridad en Londres, el secretario del FMI, Alan Hunley, se enfrenta a Hunt por ser el verdadero John Lark, basándose en pruebas documentadas por Walker y pasadas a Sloane. Hunt lo niega e incapacita a Hunley para continuar la misión, dejando a Walker para proteger a Lane. Sin embargo, esto es un truco, ya que Dunn se disfraza de Lane para hacer que Walker admita que es el verdadero Lark, y un miembro de los Apóstoles. El FMI informa a Sloane, quien envía una unidad de la CIA para detener a todos. Sin embargo, la unidad de la CIA ha sido comprometida por los Apóstoles y Walker les ordena atacar. Walker mata a Hunley y se escapa, y Hunt lo persigue por toda la ciudad, pero no puede detenerlo. Antes de escapar, Walker amenaza la vida de la separada esposa de Hunt, Julia, y se va a un campamento médico en Kashmir con Lane.
El equipo deduce que Lane y Walker planean detonar las dos armas nucleares restantes sobre el glaciar Siachen, contaminando el suministro de agua de Pakistán, India y China; con un tercio de su población afectada, el mundo descenderá a la «anarquía» de la que Lane y Walker esperan que surja un nuevo orden mundial. Al llegar a Cachemira, Hunt descubre que Julia y su nuevo esposo están asignados al campamento médico, un arreglo hecho por Walker para aumentar la presión sobre Hunt. Lane activa una cuenta regresiva sobre las armas nucleares y le da el detonador a Walker, que sale en un helicóptero, y Hunt lo persigue en otro helicóptero. Dunn, Stickell y Faust se quedan para encontrar las armas por sí mismos. Stickell encuentra la primera bomba y trabaja para comprender su mecanismo, pero incluso con Julia prestando su ayuda, no pueden desactivarla sin el detonador. Faust y Dunn localizan la segunda arma y someten a Lane. Después de una larga persecución, Hunt usa su helicóptero para sacar a los aviones de Walker del cielo. Walker lucha con Hunt en el borde de un acantilado y muere. Hunt extrae el detonador, permitiendo a Stickell, Faust y Dunn desactivar las bombas.
Como consecuencia, los dos núcleos restantes se recuperan de manera segura. Sloane entrega Lane al MI6 a través de Mitsopolis, y como resultado, Faust obtiene su exoneración de la organización. Hunt se recupera de sus heridas con la ayuda de Julia, quien lo consuela diciendo que le ha dado la mejor vida, a pesar de sus compromisos con el FMI. Faust y el equipo se unen a Hunt en la celebración.

## Reparto
- Tom Cruise como Ethan Hunt.[6]
- Rebecca Ferguson como Ilsa Faust.[7]
- Ving Rhames como Luther Stickell.[7]
- Simon Pegg como Benjamin «Benji» Dunn.[7]
- Michelle Monaghan como Julia Meade-Hunt.[8]
- Alec Baldwin como Alan Hunley.[7]
- Sean Harris como Solomon Lane.[7]
- Vanessa Kirby como Viuda Blanca / Alanna Mistopolis.[9]
- Henry Cavill como August Walker.[10]
- Frederick Schmidt como Zola Mistopolis.[11]
- Angela Bassett como Erika Sloane.[12]
- Wes Bentley como Erick.

## Producción
El 23 de mayo de 2015, The Tracking Board reportó que Paramount Pictures estaba desarrollando una sexta película de Misión: Imposible con Tom Cruise, J. J. Abrams (de Bad Robot Productions) y David Kim y Dana Goldberg volviendo a producir la película para Skydance, junto con Don Granger y Matt Grimm a cargo de la producción ejecutiva y Elizabeth Raposo como supervisora de desarrollo. El 28 de julio de 2015, Cruise confirmó en The Daily Show con Jon Stewart que una sexta película ya se estaba desarrollando, y le dijo a Stewart que el rodaje de la película comenzaría en el verano de 2016. Más tarde, el 2 de agosto de 2015, el ejecutivo de Paramount Rob Moore dijo a Variety que la secuela ya estaba en obras, afirmando que estaban «muy felices de estar desarrollando esta película con Tom», y asegurando que «tenía que haber otra película». El 19 de noviembre de 2015, se anunció que Paramount había contratado de nuevo a Christopher McQuarrie para escribir la película y posiblemente también para dirigirla, y el estudio se daba prisa para comenzar el rodaje en agosto de 2016. El 30 de noviembre de 2015, McQuarrie confirmó a través de su cuenta de Twitter que volvería a dirigir la película y también la produciría junto con Cruise. El 8 de diciembre de 2015, Showbiz411 confirmó que la actriz de la quinta película Rebecca Ferguson regresaría para esta continuación.
El 19 de agosto de 2016, The Hollywood Reporter informó que Paramount había detenido la preproducción de la película debido a la disputa sobre el salario entre Cruise y el estudio, en la que Cruise quería obtener igual o más de lo que le estaba pagando Universal Studios por La momia. El 16 de septiembre, THR confirmó que la disputa de Cruise sobre el salario con el estudio había sido resuelta y que la producción comenzaría en la primavera de 2017. En noviembre, Jeremy Renner — quien interpretó a William Brandt en las anteriores cintas Ghost Protocol y Rogue Nation— declaró que no estaba seguro de si sería parte de la sexta película, debido a conflictos de programación con Avengers: Infinity War (2018), de Marvel Studios, y su continuación de 2019. Su no inclusión fue confirmada en marzo de 2017 en CinemaCon.
En febrero de 2017, McQuarrie reveló que la película incluiría más antecedentes de la vida personal de Hunt. El 13 de junio de 2017, Michelle Monaghan fue anunciada para regresar como la esposa de Ethan Hunt, Julia Meade, cuya muerte se simuló (como se muestra en Ghost Protocol) con el fin de protegerla.

### Rodaje

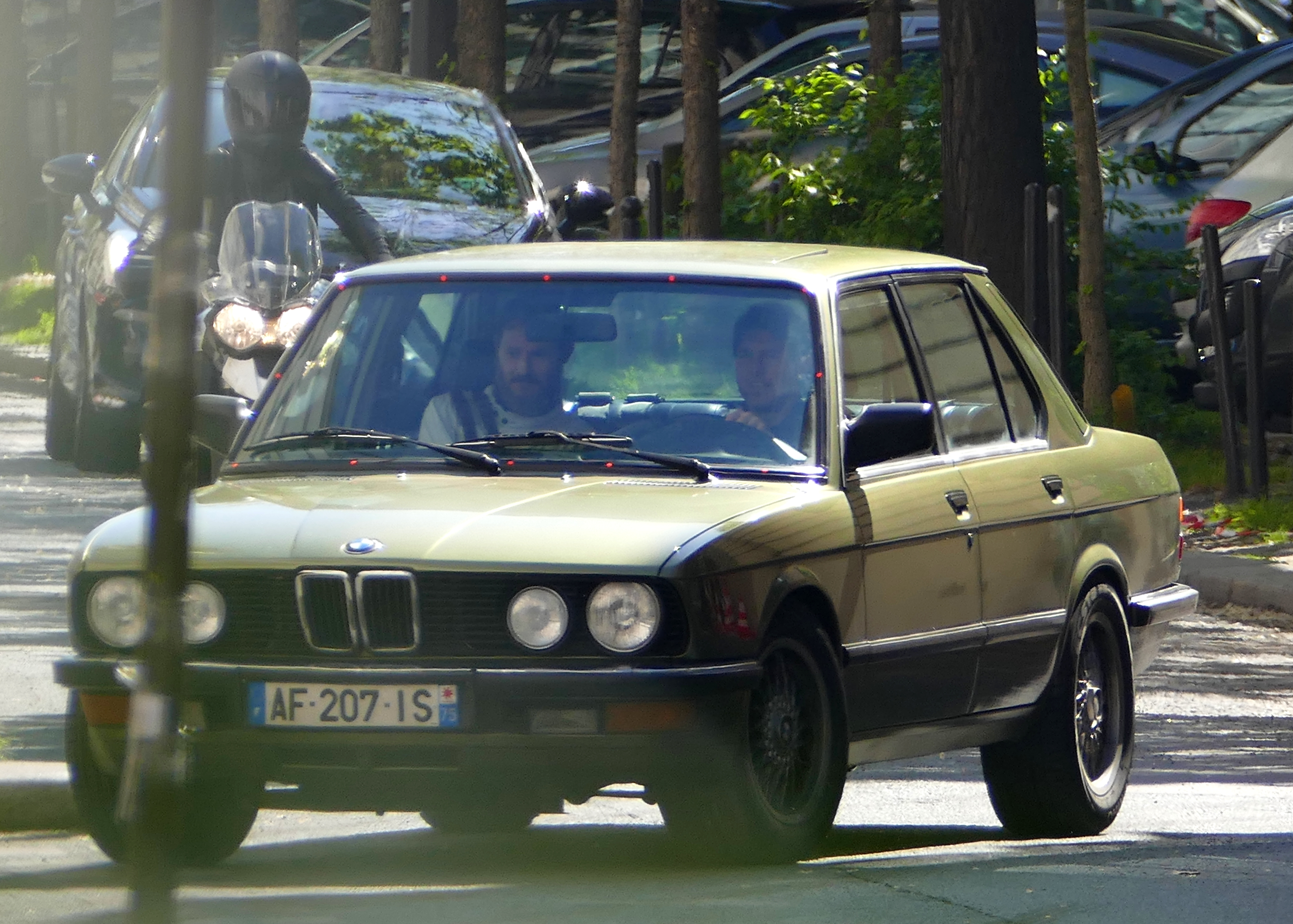
Tom Cruise durante el rodaje en abril de 2017 en París.

El rodaje estaba programado para comenzar en París en abril de 2017. Otras ubicaciones incluyeron Londres, Nueva Zelanda y Noruega. El rodaje comenzó oficialmente el 8 de abril. Parte del rodaje también tuvo lugar en Nueva Zelanda en julio de 2017. El municipio de Forsand en Noruega permitió el cierre de Preikestolen por un tiempo en otoño para el rodaje de la película; solo los miembros del equipo y el elenco pudieron acercarse a la montaña durante nueve días consecutivos. También se les permitió hasta 50 aterrizajes de helicópteros por día. Las escenas ambientadas en el territorio administrado por India de Jammu y Cachemira fueron filmadas en Nueva Zelanda. El director Christopher McQuarrie dijo que quería que el clímax de la película se desarrollara en un lugar más «políticamente complejo» que Nueva Zelanda, por lo que eligió establecer esta secuencia en Cachemira.
En agosto de 2017, Cruise se lesionó la pierna derecha en el set de Londres durante el rodaje. Tras el accidente, el estudio anunció detendría la producción durante al menos nueve semanas para que el tobillo roto de Cruise y otras lesiones se curaran, pero emitió un comunicado diciendo que mantendrían la fecha de estreno de julio de 2018 para la película. La lesión resultó en un costo de alrededor de $80 millones para el estudio, porque tuvieron que pagar al elenco y al equipo por la pausa de ocho semanas para que no aceptaran otro trabajo. Sin embargo, la lesión y los costos subsiguientes fueron compensados por el seguro y no contaron para el presupuesto final de la película. La filmación se reanudó a principios de octubre de 2017, con Cruise visto en el set siete semanas después de su lesión inicial. y dos semanas antes de lo planeado inicialmente.
Las nuevas grabaciones de la película de Cavill coincidieron con el calendario de Fallout, para el que se había dejado crecer un bigote que se le contrató para conservar durante el rodaje. Si bien McQuarrie inicialmente les dio permiso a los productores de 'Justice League' para que Cavill se afeitara el bigote a cambio de los $3 millones que costaría cerrar la producción de 'Fallout' y luego rellenar digitalmente el bigote, sin embargo los ejecutivos de Paramount rechazaron la idea, obligando al equipo de efectos visuales de la 'Liga de la Justicia' a utilizar efectos especiales para eliminar digitalmente el bigote en la postproducción. 
El 25 de enero de 2018, se reveló que el título era Misión: Imposible - Fallout. Filmación terminada en los Emiratos Árabes Unidos (EAU) el 25 de marzo de 2018. La producción en los Emiratos Árabes Unidos incluyó la filmación de una escena de salto de  Apertura a gran altitud y baja (HALO) con Cruise. La escena requirió que Cruise y la tripulación se entrenaran en un túnel de viento vertical basado en tierra, y luego usaran un avión militar  C-17 para hacer más de cien saltos desde alrededor 25 000 pies (7620,0 m) para terminar con las tres tomas que McQuarrie quería para la película. Como la escena iba a estar ambientada cerca del atardecer, solo podían hacer un salto al día para intentar obtener cada toma. Uno de los mayores desafíos para el equipo de efectos visuales estaba reemplazando el desierto de Abu Dhabi con París, que es donde se produce el salto en la película. Los artistas recrearon el Grand Palais des Champs-Élysées utilizando imágenes de referencia, escaneos de Lidar y fotogrametría de imágenes de drones que se tomaron sobre el edificio.

## Banda sonora
La banda sonora para Mission: Imposible - Fallout fue compuesta por Lorne Balfe. McQuarrie confirmó a Balfe como el compositor de la película en abril de 2018, reemplazando al compositor anterior  Joe Kraemer.
La partitura ha sido elogiada por muchos críticos, calificándola como una partitura épica e inspiradora, con algunos temas poderosos que se equilibran con temas más suaves y sentimentales; algunos también lo consideraron demasiado «Nolan - esque», comparándolo con las partituras de Hans Zimmer (en particular The Dark Knight Rises). La partitura implementa el uso de percusión, trampas y bongos para crear un alegre impulso staccato.
El álbum digital fue lanzado a través de Paramount Music el 14 de julio de 2018. La banda sonora física fue lanzada a finales de mes por La-La Land Records.

Todas las canciones escritas y compuestas por Lorne Balfe. 
| N.º      | Título                           | Duración |  |
| 1.       | «A Storm is Coming»              | 1:12     |  |
| 2.       | «Your Mission»                   | 2:14     |  |
| 3.       | «Should You Choose to Accept...» | 2:34     |  |
| 4.       | «The Manifesto»                  | 1:44     |  |
| 5.       | «Good Evening, Mr. Hunt»         | 4:19     |  |
| 6.       | «Change of Plan»                 | 5:47     |  |
| 7.       | «A Terrible Choice»              | 2:54     |  |
| 8.       | «Fallout»                        | 1:30     |  |
| 9.       | «Stairs and Rooftops»            | 6:00     |  |
| 10.      | «No Hard Feelings»               | 4:20     |  |
| 11.      | «Free Fall»                      | 4:14     |  |
| 12.      | «The White Widow»                | 4:42     |  |
| 13.      | «I Am the Storm»                 | 2:07     |  |
| 14.      | «The Exchange»                   | 5:54     |  |
| 15.      | «Steps Ahead»                    | 1:02     |  |
| 16.      | «Escape Through Paris»           | 5:05     |  |
| 17.      | «We Are Never Free»              | 6:57     |  |
| 18.      | «Kashmir»                        | 4:29     |  |
| 19.      | «Fate Whispers to the Warrior»   | 3:54     |  |
| 20.      | «And the Warrior Whispers Back»  | 3:56     |  |
| 21.      | «Unfinished Business»            | 1:49     |  |
| 22.      | «Scalpel and Hammer»             | 5:10     |  |
| 23.      | «The Syndicate»                  | 6:00     |  |
| 24.      | «Cutting on One»                 | 3:42     |  |
| 25.      | «The Last Resort»                | 2:55     |  |
| 26.      | «Mission: Accomplished»          | 1:15     |  |
| 01:35:45 |                                  |          |  |

## Estreno

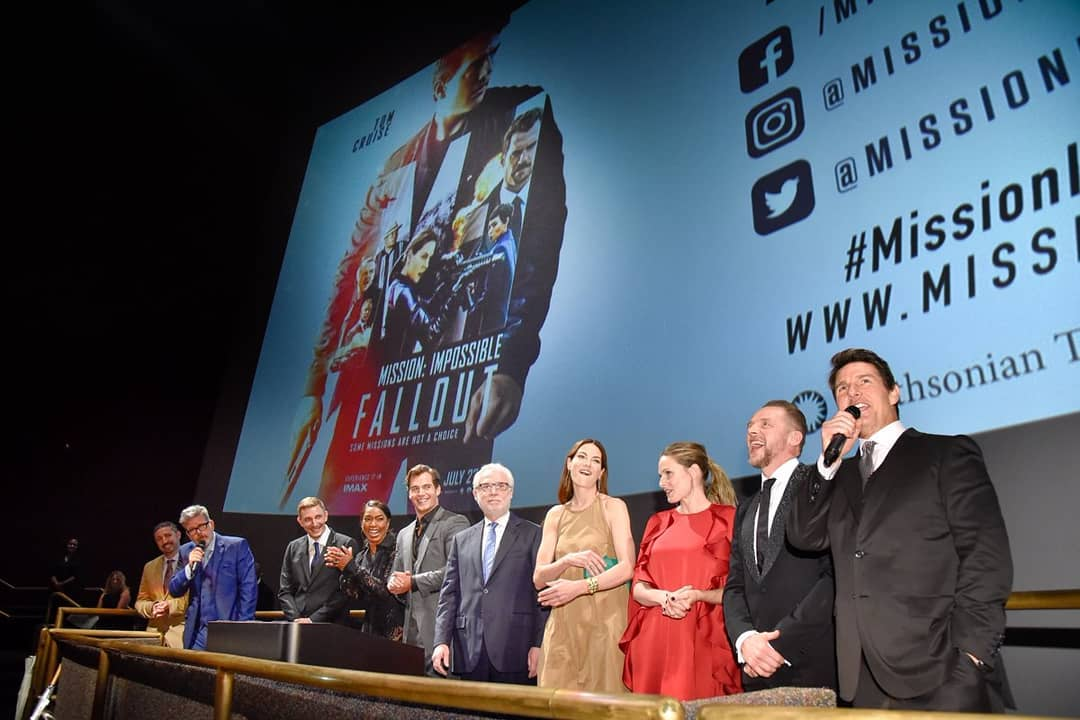
Tom Cruise, Christopher McQuarrie, Rebecca Ferguson, Simon Pegg, Michelle Monaghan, Henry Cavill, Angela Bassett, Frederick Schmidt y Wolf Blitzer en el estreno.

La película fue estrenada el 27 de julio de 2018 por Paramount Pictures en 3D, IMAX y IMAX 3D.

## Recepción
La película recibió una respuesta positiva por parte de la crítica angloparlante e hispanoamericana. El sitio Tomatazos le dio una calificación de 98% y el Certificado de Calidad con base en más de 75 reseñas positivas. Las críticas aplaudieron la edición y las impresionantes secuencias de acción. La actuación de Cruise, de 56 años de edad al momento del estreno de la película, quien sigue realizando las secuencias de acción él mismo fue también destacada por las publicaciones que reseñaron la cinta. La fotografía, así como el intento del libreto por invertir expectativas y dar conclusión a algunas de las líneas narrativas del filme también fueron bien recibidas.

## Premios y nominaciones
| Premio                        | Fecha de la ceremonia     | Categoría                                    | Receptores                                                             | Resultado |
| ----------------------------- | ------------------------- | -------------------------------------------- | ---------------------------------------------------------------------- | --------- |
| Premios BAFTA                 | 10 de febrero de 2019.    | BAFTA al mejor sonido                        | Gilbert Lake, James H. Mather, Christopher Munro, Mike Prestwood Smith | Nominados |
| Critics' Choice Movie Awards  | 13 de enero de 2019.      | Mejor actor de acción                        |                                                                        | Ganadora  |
| Critics' Choice Movie Awards  | 13 de enero de 2019.      | Mejores efectos visuales                     |                                                                        | Nominada  |
| Location Managers Guild Award | 21 de septiembre de 2019. | Locaciones destacadas del cine contemporáneo | David Campbell-Bell y Ben Piltz                                        | Ganadores |
| Location Managers Guild Award | 21 de septiembre de 2019. | Comisión de Cine Sobresaliente               | KJ Jennings - Película Otago Southland                                 | Ganadores |
| People's Choice Awards        | 11 de noviembre de 2018.  | Película de acción de 2018                   |                                                                        | Nominada  |
| People's Choice Awards        | 11 de noviembre de 2018.  | Estrella de cine de acción de 2018           | Tom Cruise                                                             | Nominado  |
| People's Choice Awards        | 11 de noviembre de 2018.  | Estrella de cine masculina de 2018           | Tom Cruise                                                             | Nominado  |
| People's Choice Awards        | 11 de noviembre de 2018.  | Película de 2018                             |                                                                        | Nominada  |
| Premios Saturn                | 13 de septiembre de 2019. | Mejor película de acción o aventuras         |                                                                        | Ganadora  |
| Premios Saturn                | 13 de septiembre de 2019. | Mejor actor                                  | Tom Cruise                                                             | Nominado  |
| Premios Saturn                | 13 de septiembre de 2019. | Mejor guion de cine                          | Christopher McQuarrie                                                  | Nominado  |
| Premios Saturn                | 13 de septiembre de 2019. | Mejores efectos especiales                   |                                                                        | Nominada  |